# Implantation (topographie)
Pour les articles homonymes, voir Implantation.
 (mars 2023).
Si vous disposez d'ouvrages ou d'articles de référence ou si vous connaissez des sites web de qualité traitant du thème abordé ici, merci de compléter l'article en donnant les références utiles à sa vérifiabilité et en les liant à la section « Notes et références ».
En topographie, l’implantation est l'art de passer du plan, qu'il soit informatisé ou papier, au terrain. Il s'agit de matérialiser sur le terrain le tracé, l'axe ou les limites d'un projet informatique ou papier (route, maison…). Les coordonnées des points à implanter peuvent être calculées au préalable et transférées dans un tachéomètre ou un GPS différentiel pour faciliter le travail sur le terrain.

## Matériel utilisé
- Tachéomètre
- Équerrette
- Théodolite
- GPS différentiel